# Huibert Pollmann

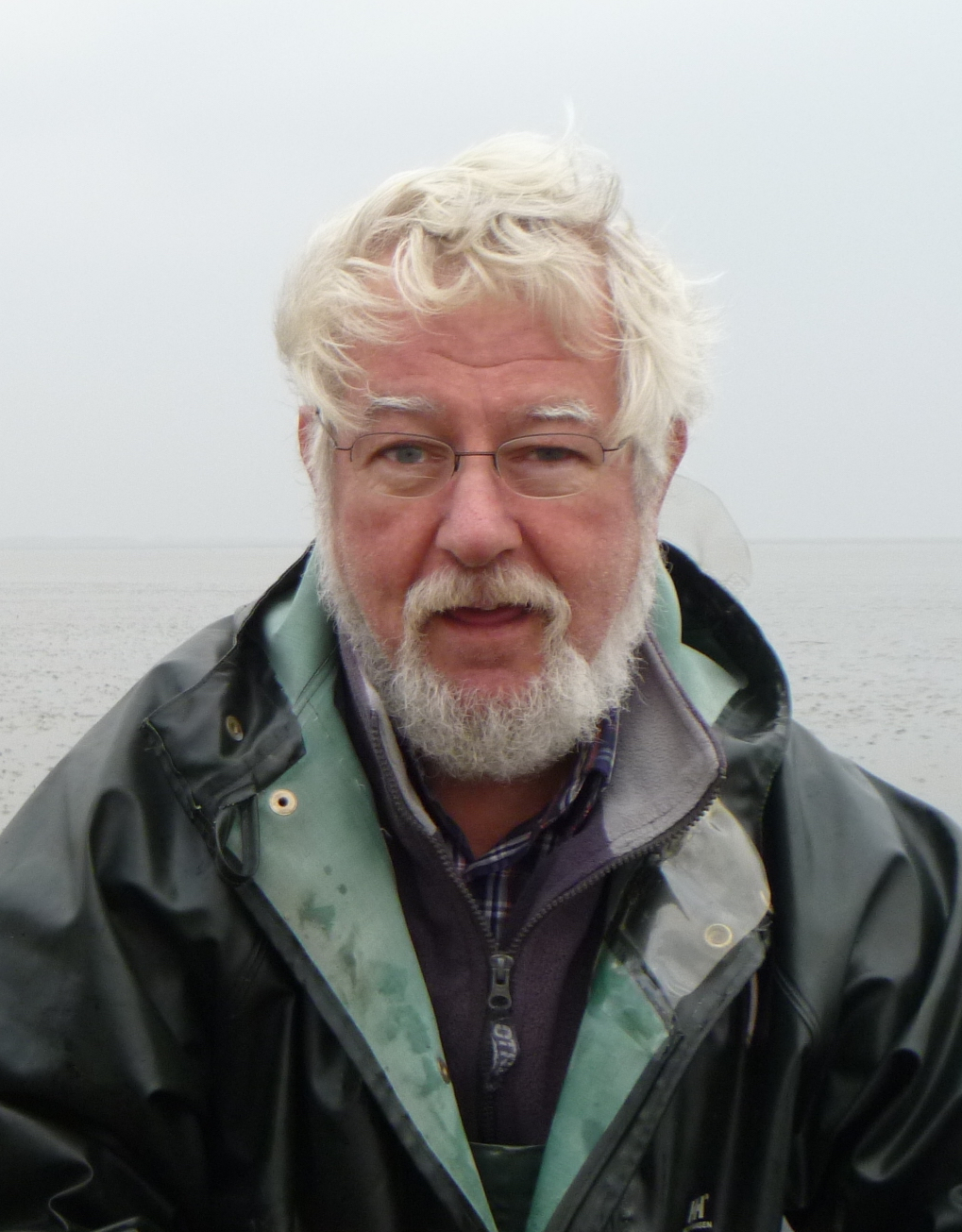
Huibert Pollmann op Terschelling (2011)

Huibert Pollmann (Amsterdam, 28 januari 1947 — aldaar, 3 augustus 2019) was een Nederlands uitvinder. Hij was werkzaam als productontwikkelaar op het gebied van de medische revalidatie. Hij is uitvinder van een kussensysteem dat de schade van doorliggen beperkt; de producent Vicair (Wormer) dankt zijn bestaan aan die uitvinding. En hij heeft een hulpmiddel bedacht voor het aantrekken van steunkousen, in productie genomen door Arion Group (Heerlen). In 1995 won hij de Grand Prix op de Salon international des Inventions de Genève, de belangrijkste Europese uitvindersprijs.

## Biografie
Huibert Pollmann was de jongste zoon van Miep Gall en Jop Pollmann (1902-1972), die bekendheid verwierf met de bundel Nederlands volkslied dat hij begin jaren veertig samenstelde met Piet Tiggers.
Pollmann belandde na een moeizame schoolcarrière uiteindelijk op de HTS, waar hij werktuigbouwkunde studeerde. Hij was werkzaam op het Revalidatie Instituut Muiderpoort (RIM), later bij zijn opvolger Revalidatiecentrum Amsterdam (RCA); thans bekend als Reade.
Pollmann ontwierp een kussensysteem, gericht op het voorkomen van doorligplekken van patiënten die aan bed of rolstoel gebonden zijn. Het zogenaamde Vicairkussen of -matras bevat honderden kleine met lucht gevulde tetraëdervormige kussentjes die door toepassing van gladde parachutestof (aramideweefsel) vrijwel wrijvingsloos langs elkaar bewegen en zich zo voegen naar de vorm van zitvlak of rug. Het voorkomt het ontstaan van doorligwonden; die aandoening is bekend onder de naam decubitus.
Voor gebruikers van steunkousen vond hij het hulpmiddel uit dat bekend staat als Easy-Slide; het zorgt ervoor dat deze strak zittende kousen met weinig kracht door de gebruiker zelf kunnen worden aangetrokken. Het berust ook op de bijzondere eigenschap van aramideweefsels.